# 준비 통화

글로벌 통화의 퍼센트율

준비 통화(準備通貨, 영어: reserve currency 또는 anchor currency)는 국가별로 지급을 대비해 보유한 외국환을 말한다. 세계적으로 거래되는 석유 등을 결제하는 화폐단위로서의 역할을 하는 가격설정 화폐이기도 하다. 이는 해당 화폐의 발행국이 다른 국가들보다 무역 거래품을 더 싼 가격에 거래할 수 있게 한다. 다른 국가들은 자국의 화폐를 거래해야 하므로 다른 비용이 추가적으로 들기 때문이다. 따라서 발행국들은 더 나은 금리로 채권을 발행할 수 있게 돕는다.

## 글로벌 준비 통화
| v • d • e • h          | 2018                  | 2017   | 2016   | 2015   | 2014   | 2013   | 2012   | 2011   | 2010   | 2009   | 2008   | 2007   | 2006   | 2005   | 2004   | 2003   | 2002   | 2001   | 2000   | 1999   | 1998   | 1997   | 1996   | 1995   |
| 미국 달러              | 61.69%                | 62.72% | 65.36% | 65.74% | 65.17% | 61.27% | 61.50% | 62.69% | 62.24% | 62.15% | 63.77% | 63.87% | 65.04% | 66.51% | 65.51% | 65.45% | 66.50% | 71.51% | 71.13% | 71.01% | 69.28% | 65.10% | 61.98% | 58.96% |
| 유로(1998년까지는 ECU) | 20.69%                | 20.16% | 19.14% | 19.15% | 21.21% | 24.21% | 24.06% | 24.44% | 25.76% | 27.70% | 26.21% | 26.14% | 24.99% | 23.89% | 24.68% | 25.03% | 23.65% | 19.18% | 18.29% | 17.90% | 1.30%  | 6.07%  | 7.08%  | 8.53%  |
| 독일 마르크            |                       |        |        |        |        |        |        |        |        |        |        |        |        |        |        |        |        |        |        |        | 13.79% | 14.48% | 14.67% | 15.75% |
| 프랑스 프랑            |                       |        |        |        |        |        |        |        |        |        |        |        |        |        |        |        |        |        |        |        | 1.62%  | 1.44%  | 1.85%  | 2.35%  |
| 네덜란드 휠던          |                       |        |        |        |        |        |        |        |        |        |        |        |        |        |        |        |        |        |        |        | 0.27%  | 0.35%  | 0.24%  | 0.32%  |
| 일본 엔                | 5.20%                 | 4.90%  | 3.96%  | 3.75%  | 3.55%  | 3.82%  | 4.09%  | 3.61%  | 3.66%  | 2.90%  | 3.47%  | 3.18%  | 3.46%  | 3.96%  | 4.28%  | 4.42%  | 4.94%  | 5.04%  | 6.06%  | 6.37%  | 6.24%  | 5.77%  | 6.71%  | 6.77%  |
| 영국 파운드 스털링     | 4.43%                 | 4.53%  | 4.34%  | 4.72%  | 3.70%  | 3.99%  | 4.04%  | 3.84%  | 3.94%  | 4.25%  | 4.22%  | 4.82%  | 4.52%  | 3.75%  | 3.49%  | 2.86%  | 2.92%  | 2.70%  | 2.75%  | 2.89%  | 2.66%  | 2.58%  | 2.68%  | 2.11%  |
| 중국 런민비            | 1.89%                 | 1.23%  | 1.07%  |        |        |        |        |        |        |        |        |        |        |        |        |        |        |        |        |        |        |        |        |        |
| 캐나다 달러            | 1.84%                 | 2.03%  | 1.94%  | 1.78%  | 1.75%  | 1.83%  | 1.43%  |        |        |        |        |        |        |        |        |        |        |        |        |        |        |        |        |        |
| 오스트레일리아 달러    | 1.62%                 | 1.80%  | 1.69%  | 1.77%  | 1.60%  | 1.82%  | 1.46%  |        |        |        |        |        |        |        |        |        |        |        |        |        |        |        |        |        |
| 스위스 프랑            | 0.15%                 | 0.18%  | 0.17%  | 0.27%  | 0.24%  | 0.27%  | 0.21%  | 0.08%  | 0.13%  | 0.12%  | 0.14%  | 0.16%  | 0.17%  | 0.15%  | 0.17%  | 0.23%  | 0.41%  | 0.25%  | 0.27%  | 0.23%  | 0.33%  | 0.35%  | 0.24%  | 0.32%  |
| 기타                   | 2.48%                 | 2.44%  | 2.34%  | 2.83%  | 2.79%  | 2.80%  | 3.21%  | 5.33%  | 4.27%  | 2.88%  | 2.20%  | 1.83%  | 1.81%  | 1.74%  | 1.87%  | 2.01%  | 1.58%  | 1.31%  | 1.49%  | 1.60%  | 4.50%  | 3.86%  | 4.48%  | 4.87%  |
|                        | 출처: 국제 통화 기금: |        |        |        |        |        |        |        |        |        |        |        |        |        |        |        |        |        |        |        |        |        |        |        |

## 역사
준비 통화는 수천년 동안 존재해왔다. 이들 화폐는 대개 세계적으로 널리 알려진 통화였다. 그러나 현재의 준비통화라는 개념에 대한 정의는 19세기에 금본위의 예비 제도가 정착되면서 생겨난 것이다.
2차 세계 대전 후 국제 경제 체계는 브레튼 우즈 체제에 돌입하게 됐다. 미국 달러가 준비 통화로의 지위를 누리게 된 것은 미 중앙은행이 다른 국가에 고정환율을 위해 금으로 달러를 거래하겠다는 방침을 내세운 데 따른 것이었다. 일본과 유럽 측은 수출 증진을 위해 환율을 신중하게 조정했다.
1960년대 후반-1970년대 신흥공업국의 등장으로 미국의 적자가 가속화됐다. 미 달러는 다른 경쟁 통화의 약세로 계속 성장했다.
최근에는 아시아 국가들의 증권시장이 급속도로 성장하면서 미국 달러 매입이 폭발적으로 증가하고 있다. 자국 화폐를 의도적으로 약화시키고 미 달러를 격상하게 함으로써 수출에 우위를 누리려는 선택이다. 하지만 이는 아시아 경제 위기와 같은 어려움을 가중하는 요인으로 작용했다.

## 이론
경제학자들은 단일 준비 통화가 존재할 수 있는지에 대해서 지금까지도 논의하고 있다. 많은 학자들은 일반적으로 네트워크의 특성이 발휘되기 때문에 단일 통화의 독주가 가능하다고 주장한다. 심각한 경제 위기 상황이 없는 한 현재의 상태가 유지될 것이라는 것이다.
그러나 일부 경제학자들은 네트워크의 외부효과가 항상 강력한 것이 아니기 때문에 공식 준비통화의 가치 절하가 될 경우에는 예측된 결과가 일어나지 않게 된다고 지적한다. 금융 시장이 충분히 유동적이라면 준비통화를 다양하게 확보함으로써 나타나는 효과는 더욱 커진다는 것이 이들 주장이다. 이는 세계 경제 시스템이 다양한 핵을 통해 움직이게 될 것이라는 것을 말한다. 20세기 초기에만해도 달러가 아니라 마르크, 프랑, 파운드가 국제적인 준비 통화로서의 지위를 함께 누렸다는 데에서 이러한 근거를 찾을 수 있다.

## 같이 보기
- 기축 통화